# Australis (azienda)
Australis è una compagnia di navigazione specializzata nella navigazione lungo i canali più meridionali della Patagonia, con esplorazioni per lo stretto di Magellano e il canale di Beagle in programmi di 3, 4 e 7 notti e rotte diverse tra le città di Punta Arenas (Cile) e Ushuaia (Argentina).

## Navi
La compagnia Australis ha due navi:
- Stella Australis: consegnata nel 2010
- Ventus Australis: consegnata nel 2018

## Storia
La compagnia Australis è stata fondata nel 1992.